# Säyrisrivier
De Säyrisrivier (Zweeds: Säyrisjoki) is een rivier die stroomt in de Zweedse gemeente Kiruna. De rivier verzorgt de afwatering van het meer Säyrisjärvi. Ze stroomt naar het zuiden en voegt zich na 5 kilometer bij de Vasararivier.
Afwatering: Säyrisrivier → Vasararivier → Ounisrivier → Torne → Botnische Golf